# Герб Бурунді

Герб мандатної території Руанда-Урунді 1922—1962

Герб Королівства Бурунді 1962—1966

Герб Бурунді — один з офіційних символів держави Бурунді, прийнятий в 1966.

## Опис
Герб складається з щита з трьома списами. На щиті зображено лева. Позаду щита розташовуються три пересічних традиційних африканських списи. Під щитом девіз Бурунді, що написаний на стрічці: «Єдність, робота, прогрес» (фр. Unité, Travail, Progrès).
Левова пика на щиті — символ влади. Левом (Нтаре) звали першого, напівлегендарного, короля Бурунді (бл. XVII ст.). Це ж ім'я носили і кілька наступних королів. Три списи символізують три основні етнічні групи країни — хуту, тутсі і пігмеїв тва, що говорять спільною мовою кірунді.